# Isidro el labrador
Isidro el labrador és una pel·lícula dramàtica i biogràfica espanyola del 1964 dirigida per Rafael J. Salvia amb guió de Jaime García-Herranz i protagonitzat per Vicente Escrivá i María Mahor.

## Sinopsi
Descriu la vida i miracles d'Isidro Merlo i Maria Toríbia, més coneguts per Sant Isidre i santa María de la Cabeza, els patrons de Madrid. Eren dos pobres llauradors devots de Déu que viuen al Madrid musulmà del S.XI. S'establiren a Torrelaguna, on tenen dos fills. Encara que patien penalitats a causa de la falta de diners, no dubten a fer el bé a tots els qui els envoltaven. Així van obtenir bones collites i realitzaren alguns miracles, com salvar el seu propi fill de morir ofegat en un pou o ressuscitar la filla del seu patró.

## Repartiment
- Javier Escrivá...	Isidro - el labrador
- María Mahor...	Maria de la Cabeza
- Roberto Camardiel...	Iván de Vargas
- Rafael Durán	...	Sr. Vera
- Gabriel Llopart ...	Juan Abad
- Mariano Azaña
- Francisco Arenzana ...	Claudio

## Premi
Als Premis del Sindicat Nacional de l'Espectacle de 1963 Roberto Camardiel va rebre el premi al millor actor principal.